# دوران (هندسه)
دَوَران، حرکت یک جسم در جهت دایره‌ای است.

یک کره در حال دوران به دور محور خود (حرکت اسپینی)

برای یک جسم دوبعدی، دوران به دور یک نقطه است. در فضا، دوران می‌تواند به دور یک محور یا یک نقطه انجام شود. در حالت دوران حول محور، ذرات تشکیل‌دهندهٔ جسم، بر روی دوایری هم‌محور با محور دوران حرکت می‌کنند.
در دوران جسم سه‌بعدی، ممکن است جسم به دور یکی از محورهای تقارن خود بچرخد که به آن حرکت اسپینی گفته می‌شود یا محور دوران خارج از جسم واقع باشد که به آن حرکت اُربیتی گفته می‌شود.
از دوران یک مستطیل حول یکی از اضلاعش=استوانه
از دوران یک مثلث قائم الزاویه حول یکی از اضلاع مجاورش=مخروط
از دوران یک مثلث قائم الزاویه حول وتر= دو مخروط
از دوران یک دایره حول قطر به اندازه○180=کره
از دوران یک نیم دایره حول قطر به اندازه○360=کره
در دوران حجمی آن ضلعی که حول شکل آن دوران میدهد بچرخد ارتفاع میشود اما آن ضلعی که چرخیده میشود شعاع آن جسم است.

## آزمایشگاه مجازی دوران
آزمایشگاه دوران یک شکل چهار ضلعی قابل تغییر و دلخواه با مرکز دوران قابل تغییر.(با لغزنده ها کار کنید)
آزمایش دوران 180 درجه و یا بازتاب نسبت به محور افقی.
آزمایش دوران حول مبدا برای یک تابع (ماشین عدد ساز دلخواه).
آزمایشگاه دوران یک مثلث حول نقطه دلخواه قابل تغییر.
آزمایشگاه دوران یک شکل حول محور طول ها و ایجاد حجم حاصل از دوران 